# HMG20B
HMG20B (англ. High mobility group 20B) – білок, який кодується однойменним геном, розташованим у людей на короткому плечі 19-ї хромосоми. Довжина поліпептидного ланцюга білка становить 317 амінокислот, а молекулярна маса — 35 813.
| 10         |  | 20         |  | 30         |  | 40         |  | 50         |
| ---------- |  | ---------- |  | ---------- |  | ---------- |  | ---------- |
| MSHGPKQPGA |  | AAAPAGGKAP |  | GQHGGFVVTV |  | KQERGEGPRA |  | GEKGSHEEEP |
| VKKRGWPKGK |  | KRKKILPNGP |  | KAPVTGYVRF |  | LNERREQIRT |  | RHPDLPFPEI |
| TKMLGAEWSK |  | LQPTEKQRYL |  | DEAEREKQQY |  | MKELRAYQQS |  | EAYKMCTEKI |
| QEKKIKKEDS |  | SSGLMNTLLN |  | GHKGGDCDGF |  | STFDVPIFTE |  | EFLDQNKARE |
| AELRRLRKMN |  | VAFEEQNAVL |  | QRHTQSMSSA |  | RERLEQELAL |  | EERRTLALQQ |
| QLQAVRQALT |  | ASFASLPVPG |  | TGETPTLGTL |  | DFYMARLHGA |  | IERDPAQHEK |
| LIVRIKEILA |  | QVASEHL    |  |            |  |            |  |            |

A: Аланін

C: Цистеїн

D: Аспарагінова кислота

E: Глутамінова кислота

F: Фенілаланін

G: Гліцин

H: Гістидин

I: Ізолейцин

K: Лізин

L: Лейцин

M: Метіонін

N: Аспарагін

P: Пролін

Q: Глутамін

R: Аргінін

S: Серин

T: Треонін

V: Валін

W: Триптофан

Кодований геном білок за функціями належить до регуляторів хроматину, фосфопротеїнів. 
Задіяний у таких біологічних процесах, як транскрипція, регуляція транскрипції, клітинний цикл, альтернативний сплайсинг. 
Білок має сайт для зв'язування з ДНК. 
Локалізований у ядрі, хромосомах.